# 張爽
張爽（1986年9月10日—），黑龙江人，中國女子速度滑冰運動員。

## 生平
张爽在小學時開始學習速度滑冰運動。2002年，她首次參加國際賽事。2006年，她取得參與都靈冬季奧運會的资格，並在女子1000米賽事中以第31名完成賽事。2008年，在亞洲單距離錦標賽中，她贏得500米賽事的冠軍。2010年，再次參與冬季奧運會。這次，她在1000米最終排名第7。2014年，她第三次參加冬季奧運會，並以第31名完成500米的賽事。

## 資料來源
1. ↑  .   [2014-02-21]. （原始内容存档于2014-04-07）.
2. ↑  速度滑冰女子500米 张爽排名第31位 （页面存档备份，存于） 2014 2 11